# Salluca telano
Salluca telano är en fjärilsart som beskrevs av William Schaus 1939. Salluca telano ingår i släktet Salluca och familjen tandspinnare. Inga underarter finns listade.